# ホン・サンス
ホン・サンス（홍상수、洪常秀、1960年〈または1961年〉10月25日 - ）は、大韓民国の映画監督、脚本家である。

## 略歴
1960年10月25日、韓国のソウル市に生まれる。
1985年、カリフォルニア美術大学 (California College of the Arts)卒業。
1989年、 シカゴ美術館附属美術大学 (The School of the Art Institute of Chicago)で美術修士号 (MFA)を取得。
1996年に初監督した『豚が井戸に落ちた日』で青龍映画賞の新人監督賞を受賞。2010年には『ハハハ』が第63回カンヌ国際映画祭である視点賞を受賞。
2016年に『Yourself and yours』（英題）で、第64回サンセバスチャン国際映画祭・シルバー・シェル賞（最優秀監督賞）を受賞。

## 主な監督作品
- 豚が井戸に落ちた日（돼지가 우물에 빠진 날 The Day a Pig Fell into the Well）（1996年）[6]
- カンウォンドの恋（강원도의 힘 The Power of Kangwon Province） (1998年)
- オー! スジョン（오! 수정 Virgin Stripped Bare by Her Bachelors） (2000年)
- 気まぐれな唇（생활의 발견 On the Occasion of Remembering the Turning Gate） (2002年)
- 女は男の未来だ（여자는 남자의 미래다 Woman Is the Future of Man） (2004年)
- 映画館の恋（극장전 Tale of Cinema） (2005年)
- 浜辺の女（해변의 여인 Woman on the Beach） (2006年)
- アバンチュールはパリで（밤과 낮 Night and Day） (2008年)
- よく知りもしないくせに（잘 알지도 못하면서 Like You Know It All） (2009年)
- ハハハ（하하하 Hahaha） (2010年)
- 教授とわたし、そして映画（옥희의 영화 Oki's Movie） (2010年)
- 次の朝は他人（북촌방향 The Day He Arrives） (2011年)
- 3人のアンヌ（다른 나라에서 In Another Country） (2012年)
- ヘウォンの恋愛日記（누구의 딸도 아닌 해원 Nobody's Daughter Haewon） (2013年)
- ソニはご機嫌ななめ（우리 선희 Our Sunhi） (2013年)
- 自由が丘で（자유의 언덕 Hill of Freedom）(2014年)
- 正しい日 間違えた日（지금은　맞고　그때는　틀리다 Right Now, Wrong Then）(2015年)
- あなた自身とあなたのこと（당신자신과 당신의 것 Yourself and yours）(2016年)
- 夜の浜辺でひとり（밤의 해변에서 혼자 On the Beach at Night Alone）(2017年)
- クレアのカメラ（Claire's Camera) (2017年)
- それから（The Day After） (2017年)
- 草の葉（Grass） (2018年)
- 川沿いのホテル（Hotel by the River）（2018年）[7]
- 逃げた女 （도망친 여자 The Woman Who Ran）（2020年）[8]
- イントロダクション（Introduction）（2021年）[9]
- あなたの顔の前に（당신얼굴 앞에서 In Front of Your Face）（2021年）[10]
- 小説家の映画 （소설가의 영화 The Novelist's Film）（2022年）
- WALK UP（탑 Walk Up）（2022年）